# Состав M (Сидней)
«Состав M» пассажирской компании Sydney trains (англ. Sydney Trains M set) — класс двухэтажных городских электропоездов, используемых на линиях скоростного транспорта в Сиднейской агломерации. Впервые вышли на железные дороги 1 июля 2002 года. Поезда работают на линиях T2, T3, T5, T6, T7, T8. Также называются поезд «Миллениум» (англ. Millenium trains).

## Критика
Поезда «Миллениум» имели проблемы с надёжностью, в частности, с мощностью электродвигателей и программным обеспечением, за что их прозвали «Миллени-баг» и «Ми-лимон».